# Вахрушева Віра Сергіївна
Вахрушева Віра Сергіївна (нар. 23 квітня 1949, м. Омськ, Російська РФСР) — українська науковиця, матеріалознавець, доктор технічних наук (2003), професор (2003), старший науковий співробітник, заступник директора з наукової роботи Державного підприємства «Науково-дослідний та конструкторсько-технологічний інститут трубної промисловості ім. Я. Ю. Осади».

## Походження та навчання
Віра Вахрушева народилась 1949 року у російському місті Омськ, але все життя прожила в Україні. У 1971 році вона закінчила Дніпропетровський державний університет за спеціальністю «Фізика».

## Трудова діяльність
У 1971 році Віра Вахрушева почала працювати у Всесоюзному науково-дослідному та конструкторсько-технологічному інституті трубної промисловості (ВНІТІ, що зараз має назву - Державне підприємство «Науково-дослідний та конструкторсько-технологічний інститут трубної промисловості імені Я. Ю. Осади» (ДП «НДТІ»). У 1995 році обійняла посаду завідувачки відділу матеріалознавства та термічної обробки труб і балонів.
Віра Вахрушева у 2003 році була призначена на посаду заступника директора з наукової роботи.
За сумісництвом з 2002 року працює професоркою кафедри матеріалознавства та обробки металів Придніпровської академії будівництва та архітектури у м. Дніпропетровськ.

## Наукова діяльність
Віра Вахрушева очолює державні програми зі створення ядерно-паливного циклу України в частині організації виробництва труб-оболонок тепловидільних збірок зі сплавів цирконію.
У 1984 році Віра Вахрушева в Інституті чорної металургії Міністерства чорної металургії СРСР (м. Дніпропетровськ) захистила кандидатську дисертацію на тему «Повышение деформируемости аустенитной и углеродистой стали на основе исследования процессов упрочнения и разупрочнения при холодной двухрядной прокатке труб» за спеціальністю 05.16.01 Металознавство та термічна обробка металів.
У 2003 році у Національній металургійній академії України проходив захист докторської дисертації за темою «Формування структури та властивостей сталі і сплавів при виготовленні труб для ядерних енергетичних установок» за тією ж спеціальністю.
До сфери наукових інтересів входять
- розробка матеріалів та технологій виготовлення труб для атомної енергетики;
- створення і дослідження нових ресурсозберігаючих технологій і матеріалів під час виробництва із корозійностійких і високобористих сталей, гафнію, цирконію, титана для атомної енергетики;
- розробка методів контролю металопродукції та нормативної документації;
- створення нових типів структурних станів у металі в технологічних процесах виробництва труб, які забезпечують високий комплекс експлуатаційних характеристик.

### Наукові публікації
Віра Вахрушева авторка більш як 120 наукових праць, включаючи 15 патентів на винахід.
- Структурообразование и повреждаемость металла в процессе прокатки труб с большими степенями деформации // Металлофизика и новейшие технологии. — 2001. — № 4 (т. 23). — С. 517—524.
- Совершенствование процессов деформационной и термической обработки сплавов циркония при изготовлении труб-оболочек тепловыделяющих элементов // Вестник Днепропетровского Национального университета. Физика и радиоэлектроника. — 2002. — Вып. 8. — С. 99-103.
- О современных требованиях к коррозийной стойкости труб из особонизко-углеродистых нержавеющих сталей для атомной енергетики/ Вахрушева В. С., Дергач Т. А., Сухо млин Г. Д., // Вопросы атомной науки и техники. Серия «Физика радиационных повреждений и радиационное материаловедение». — 2008. № 2. — С. 73-77.
- Повышение коррозионной стойкости и надежности труб из аустенитных и аустенитно-ферритных сталей / Г. Г. Шепель, В. С. Вахрушева, Т. А. Дергач, С. А. Панченко, А. А. Терещенко //Сталь.- 2009. — № 12. — С. 57-60.
- Управление структурой и свойствами труб специального назначения из коррозионностойких марок стали/ В. С. Вахрушева, Т. Н. Буряк, Е. Я. Лезинская, Н. В. Ярошенко//Металлургическая и горнорудная промышленность. — 2006. — № 4. — С. 85-89.

## Громадська діяльність
Віра Вахрушева обіймає посаду голови технічного комітету ТК-81 «Стандартизація методів контролю механічних, металографічних та корозійних властивостей металопродукції» при Державному комітеті України з питань технічного регулювання та споживчої політики.

## Нагороди та визнання
- Державна премія України в галузі науки і техніки (2013)